# SHOOT BOXING Girls S-cup 2016 〜七夕ジョシカク祭り〜
SHOOT BOXING Girls S-cup 2016 ~七夕ジョシカク祭り~（シュートボクシング ガールズエスカップ2016 ~タナバタ ジョシカクマツリ~）は、シュートボクシングの大会の一つ。2016年7月7日、東京都江東区豊洲で開催された。

## 大会概要
RENAが最強の挑戦者 ポーランドクラウディア・パウィカと対戦、TKOにて勝利し、初防衛を飾る。
SBアジアトーナメント2016決勝戦 48kg契約の王者をMIO が勝ち取る。

## 試合結果
第1試合 48.0kg エキスパートクラス特別ルール　3分3R延長無制限R
◯  日本 寺山日葵 vs.  日本 梅尾メイ ×
3R 終了 判定3-0（三者とも30－28）
第2試合 エキスパートクラス特別ルール　48.0kg　3分3R
◯  日本 MISAKI vs.  日本 後藤まき ×
延長R 終了 判定3-0（三者とも10－9、本戦は30－28、29－30、29－29）
第3試合 Girls S-cup48kgアジアトーナメント2016一回戦　48kg契約　エキスパートクラス特別ルール　3分3R
◯  日本 MIO vs.  日本 ユリカGSB ×
3R 終了 判定3-0（三者とも30－29）
第4試合 Girls S-cup48kgアジアトーナメント2016一回戦　48kg契約 エキスパートクラス特別ルール　3分3R延長無制限R
◯  日本 Union朱里 vs.  日本 YURI ×
1R 1分2秒 KO（ヒザ蹴り）
第5試合 RIZIN女子MMAマッチ　RIZIN女子MMAルール　57.0kg契約　5分3R
◯  日本 村田夏南子 vs.  オランダ イローナ・ワイマン ×
1R 1分17秒 終了TKO（パウンド）
第6試合 Girls S-cup48kgアジアトーナメント2016決勝戦　48kg契約 エキスパートクラス特別ルール　3分3R延長無制限R
◯  日本 MIO vs.  日本 Union朱里 ×
延長R 終了 判定2-0（10-9、10-10、10-9 ※本戦は29－28、29－29、29－29）
MIOがトーナメント優勝
第7試合 SB女子世界フライ級タイトルマッチ/50.0kg契約 エキスパートクラスルール　3分5R延長無制限R
◯  日本 RENA vs.  ポーランド クラウディア・パウィカ ×
3R 1分42秒 終了 TKO（セコンドからタオル投入 ※RENAが初防衛）
RENAが初防衛を飾る。

### トーナメント表
|  | 1回戦          | 1回戦          |  |  | 決勝 | 決勝 |
|  |                |                |  |  |      |      |
|  |                |                |  |  |      |      |
|  | 日本 MIO       | 判定           |  |  |      |      |
|  | 韓国 ユリカGSB |                |  |  |      |      |
|  |                |                |  |  |      |      |
|  | 日本 MIO       | 判定           |  |  |      |      |
|  |                | 日本 Union朱里 |  |  |      |      |
|  |                |                |  |  |      |      |
|  | 日本 Union朱里 | KO             |  |  |      |      |
|  | 日本 YURI      |                |  |  |      |      |